# Micropholis brochidodroma
Micropholis brochidodroma är en tvåhjärtbladig växtart som beskrevs av Terence Dale Pennington. Micropholis brochidodroma ingår i släktet Micropholis och familjen Sapotaceae. IUCN kategoriserar arten globalt som sårbar. Inga underarter finns listade i Catalogue of Life.